# Kutoharjo (Kaliwungu)
Kutoharjo is een bestuurslaag in het regentschap Kendal van de provincie Midden-Java, Indonesië. Kutoharjo telt 12.281 inwoners (volkstelling 2010).